# IC 669
IC 669 ist eine linsenförmige Galaxie vom Hubble-Typ S0 im Sternbild Löwe auf der Ekliptik. Sie ist schätzungsweise 385 Millionen Lichtjahre von der Milchstraße entfernt.
Das Objekt wurde am 3. Dezember 1877 von dem US-amerikanischen Astronomen David Peck Todd entdeckt.